# Liste der Monuments historiques in Villequiers
Die Liste der Monuments historiques in Villequiers führt die Monuments historiques in der französischen Gemeinde Villequiers auf.

## Liste der Bauwerke
| Bezeichnung       | Beschreibung                  | Standort | Kennzeichnung | Schutzstatus | Datum | Bild |
| ----------------- | ----------------------------- | -------- | ------------- | ------------ | ----- | ---- |
| Kirche Notre-Dame | Erbaut ab dem 12. Jahrhundert | (Lage)   | PA00096933    | Inscrit      | 1926  |      |